# Побеснели Макс 3
Побеснели Макс 3 (енгл. Mad Max 3: Beyond Thunderdome) је аустралијски акциони филм из 1985. године и трећи наставак серијала филмова Побеснели Макс. Режију је урадио Џорџ Милер.

## Радња
Бартертаун је град на самом рубу пустиње, који је после апокалипсе некако успео да сачува какву такву технологију иако је цивилизација и њега одавно напустила. Када Макс Рокатински остане без својих залиха, које су му украдене, невољно се одлучује на одлазак у тај град, у којем се врло брзо налази између две ватре. Градом бесни сукоб двеју немилосрдних и бескрупулозних моћника, а Макс ће прекршити једини закон који се у граду не исплати прекршити - није убио пораженог противника.

## Улоге
| Глумац        | Улога           |
| ------------- | --------------- |
| Мел Гибсон    | Макс Рокатански |
| Тина Тарнер   | Аунти Ентити    |
| Брус Спенс    | пилот           |
| Френк Тринг   | The Collector   |
| Анђело Росито | Master          |
| Адам Кокбурн  | пилотов син     |
| Хелен Будај   | Савана Никс     |

## Музика филма
1. We Don't Need Another Hero (Thunderdome) - отпевала Тина Тарнер
2. One of the Living - отпевала Тина Тарнер
3. We Don't Need Another Hero (Thunderdome) (Инструментал)
4. Bartertown
5. The Children
6. Coming Home